# The End of All Things to Come
The End of All Things to Come es el segundo álbum de estudio de la banda estadounidense de metal alternativo Mudvayne. Fue lanzado en noviembre el año 2002 por la compañía discográfica Epic Records. Está producido por David Bottrill que anteriormente ha producido los álbumes de la banda Tool.

## Lista de canciones
Edición estándar
1. "Silenced" – 3:01
2. "Trapped in the Wake of a Dream" – 4:41
3. "Not Falling" – 4:04
4. "(Per)Version Of A Truth" – 4:41
5. "Mercy, Severity" – 4:55
6. "World So Cold" – 5:40
7. "The Patient Mental" – 4:38
8. "Skrying" – 5:39
9. "Solve Et Coagula" – 2:49
10. "Shadow of a Man" – 3:55
11. "12:97:24:99" – 0:11
12. "The End of All Things to Come" – 3:01
13. "A Key to Nothing" – 5:15

- Bonus tracks

1. "On The Move" – 3:54
2. "Goodbye" – 6:12

## Créditos y personal
Banda
- Chüd – voz principal
- Güüg – guitarras, coros
- Rü-d – bajo
- Spüg – batería

Producción
- David Bottrill – producción, mezclas
- Aimee Macauley – director artístico
- Nitin Vadukul – fotografía

Nota: Créditos adaptados a la edición estándar del álbum y proporcionados por Allmusic.

## Posicionamiento
Álbum
| Año  | Listas              | Posición |
| ---- | ------------------- | -------- |
| 2002 | The Billboard 200   | 17       |
| 2002 | Top Internet Albums | 17       |

Sencillos
| Año  | Sencillo        | Listas                 | Posición |
| ---- | --------------- | ---------------------- | -------- |
| 2002 | "Not Falling"   | Mainstream Rock Tracks | 11       |
| 2002 | "Not Falling"   | Modern Rock Tracks     | 28       |
| 2003 | "World So Cold" | Mainstream Rock Tracks | 16       |